# 提尔文·席尔瓦
梅斯特里特·提尔文·席尔瓦（1956年11月27日—）是斯里兰卡的一个马克思主义政治家。他出生于锡兰自治领贝鲁瓦拉的一个木匠家庭，毕业于阿卢特伽马大中学。1987年—1989年，他作为人民解放阵线地区领导人参与该党发动的第二次武装起义。1989年，被捕，并被判处20年监禁，在服刑7年后提前获释。1995年，成为人民解放阵线总书记，任职至今。他也是“国家人民力量”联盟的创始人之一。他在制定人民解放阵线的政策和战略方面发挥了重要作用，特别是在社会正义、反腐败和经济改革方面。席尔瓦被视为斯里兰卡现任总统阿努拉·库马拉·迪萨纳亚克的亲密盟友之一。